# 蒂博尔·理查德·马汉
蒂博尔·理查德·马汉 （英語：Tibor Richard Machan，1939年3月18日—2016年3月24日）是匈牙利裔美国哲学家，奥本大学哲学系名誉退休教授，在加利福尼亚州橙市查普曼大学阿吉罗斯经济管理学院担任雷蒙德·霍尔斯商业伦理和自由企业主席，任期至2014年12月31日。
马汉是斯坦福大学胡佛研究所一名独立研究员，卡托研究所兼职学者，路德维希·冯·米塞斯研究所兼职教员。